# Station Baisieux
Station Baisieux is een spoorwegstation in de Franse gemeente Baisieux. Het station staat langs de spoorlijn Fives - Baisieux. Het bevindt zich in het gehucht Sin.
Het station werd geopend in 1865 langs de spoorlijn tussen Rijsel en Doornik.

## Treindienst
| Serie         | Treinsoort      | Route                               | Bijzonderheden |
| ------------- | --------------- | ----------------------------------- | -------------- |
| P 81 IC 19900 | TER (SNCF/NMBS) | Lille-Flandres – Baisieux – Doornik |                |